# 運動方程式
運動方程式（うんどうほうていしき）とは、物理学において運動の従う法則を数式に表したもの。
英語の equation of motion から EOM と表記されることもある。

## 一覧
以下のようなものがある。
1. ニュートンの運動方程式
2. オイラー＝ラグランジュ方程式、ハミルトン力学（解析力学）
3. オイラー方程式、ナビエ–ストークス方程式（流体力学）
4. ハイゼンベルクの運動方程式（量子力学）

狭義には、古典力学における1.および2.を指す。